# FBD Holdings
FBD Holdings plc er et irsk forsikringsselskab. Det tilbyder en general forsikringsdækning til private og erhverv. Deres primære datterselskab er FBD Insurance plc. Hovedkvarteret er i Bluebell i Dublin og de har 34 kontorer i Irland.
Virksomheden blev etableret i 1969 som Farmer Business Developments, der tilbød forsikringer til landbrug.